# Carmélites de saint Joseph (Barcelone)
Pour les articles homonymes, voir Carmélites de saint Joseph (homonymie).
Les carmélites de saint Joseph (en latin : congregationis sororum Carmelitarum a Sancto Ioseph) sont une congrégation religieuse féminine hospitalière de droit pontifical. Il ne faut pas les confondre avec la congrégation salvadorienne (homonyme) des carmélites de saint Joseph.

## Historique
Après le décès de Catherine Coromina i Agustí, fondatrice des sœurs Joséphites de la Charité, une autre supérieure, Dolores Campolier, est nommée, mais celle-ci se montre autoritaire et extravagante si bien que la responsable de la communauté en fait part à Mgr Josep Morgades i Gili (es) évêque de Vic qui diligente une enquête.
À la suite de cet état de fait, Rose Ojeda i Creus, supérieure de la communauté joséphites d'El Masnou et Providence Tio, supérieure de la maison de Barcelone, se rendent auprès de Mgr Morgades i Gili, devenu évêque de Barcelone en 1899. Après cette entrevue et avec l'autorisation de l'évêque, une trentaine de sœurs se séparent de la congrégation des joséphites pour commencer à Barcelone un nouvel institut religieux que l'évêque de Barcelone reconnaît en 1900. Les religieuses prononcent leurs vœux religieux perpétuels en 1911, l'année suivante, Rose Ojeda Creus est élue supérieure générale. La congrégation est agrégée à l'ordre des Carmes Déchaux le 14 janvier 1915 et reçoit l'approbation pontificale le 16 juillet 1977.
La cofondatrice de la congrégation, Rose Ojeda i Creus, a été déclarée vénérable par le pape Jean-Paul II en 1998.

## Activités et diffusion
Les religieuses se consacrent aux soins des malades, à l'assistance aux personnes âgées, l'aide à l'enfance et à la jeunesse, ainsi que l'assistance des paroisses à la catéchèse,.
La congrégation est présente en Espagne, Colombie, Italie et Mexique.
La maison-mère de la congrégation se trouve à Barcelone.
En 2017, la congrégation comptait 103 religieuses dans 18 maisons.